# Quéops
Quéops (/ˈkɛwps/, o nome completo Quenum Cufu/ˈknuːm ˈkuːfuː/, conhecido em egípcio como Cufu; em egípcio: ḫw.f-wj; /χawˈjafwij/) era um antigo monarca egípcio que foi o segundo faraó da IV dinastia, na primeira metade do período do Império Antigo (século XXVI a.C.). Quéops sucedeu seu pai Seneferu como rei. Ele é geralmente aceito como tendo encomendado a Grande Pirâmide de Gizé, uma das Sete Maravilhas do Mundo Antigo, mas muitos outros aspectos de seu reinado estão mal documentados.
O único retrato do rei completamente preservado é uma estatueta de marfim de sete centímetros de altura encontrada nas ruínas de um templo de um período posterior em Abidos, em 1903. Todos os outros relevos e estátuas foram encontrados em fragmentos, e muitos edifícios de Quéops foram perdidos. Tudo o que se sabe sobre Quéops vem de inscrições em sua necrópole em Gizé e de documentos posteriores. Por exemplo, Quéops é o personagem principal mencionado no papiro Westcar da XIII dinastia.
A maioria dos documentos que mencionam o rei Quéops foram escritos por antigos historiadores egípcios e gregos por volta de 300 a.C.. O obituário de Quéops é apresentado lá de forma conflitante: enquanto o rei desfrutava de uma preservação de herança cultural duradoura durante o período do Império Antigo e do Império Novo, os antigos historiadores Manetão, Diodoro e Heródoto transmitem uma representação muito negativa do caráter de Quéops. Graças a esses documentos, uma imagem obscura e crítica da personalidade de Quéops persiste.

## O nome de Quéops
O nome de Quéops foi dedicado ao deus Quenúbis, o que pode indicar um aumento da popularidade e importância religiosa de Quenúbis. Na verdade, vários títulos reais e religiosos introduzidos nessa época podem apontar que os faraós egípcios procuraram acentuar sua origem e status divinos dedicando seus nomes oficiais de cartela a certas divindades. Quéops pode ter se visto como um criador divino, um papel que já foi dado a Quenúbis, o deus da criação e do crescimento. Como consequência, o rei associou o nome de Quenúbis ao seu próprio. O nome completo de Quéops (Quenuncufu) significa "Quenúbis me proteja". Enquanto a pronúncia egiptológica moderna traduz seu nome como Quéops, já que na época de seu reinado seu nome provavelmente foi pronunciado como Caiafui(i).
O faraó oficialmente usou duas versões de seu nome de nascimento: Quenuncufe e Quéops. A primeira versão (completa) exibe claramente a lealdade religiosa de Quéops a Quenúbis, a segunda versão (mais curta) não. Não se sabe por que o rei usaria uma versão de nome abreviado, uma vez que esconde o nome de Quenúbis e a conexão do nome do rei com este deus. Pode ser possível, porém, que o nome curto não tenha a intenção de ser conectado a nenhum deus.
Quéops tem sua forma helenizada e menos conhecida Súfis (/ˈsuːfᵻs/ SOO-fis; em grego: Σοῦφις, de Manetão). Uma versão rara do nome de Quéops, usado por Josefo, é Sofé (/ˈsɒfi/ SOF-ee; em grego:  Σόφε). Historiadores árabes, que escreveram histórias místicas sobre Quéops e as pirâmides de Gizé, o chamaram de Sauride (em árabe: سوريد) ou Saluque (سلهوق).

## Família

### Origem de Quéops

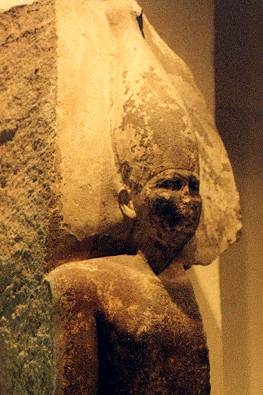
Retrato de Seneferu, pai ou padrasto de Quéops

A família real de Quéops era bastante numerosa. Não se sabe se Quéops era realmente o filho biológico de Seneferu. Os egiptólogos tradicionais acreditam que Seneferu era o pai de Quéops, mas apenas porque foi transmitido por historiadores posteriores que o filho mais velho ou um descendente selecionado herdaria o trono. Em 1925, a tumba da rainha Heteferés I, G 7000x , foi encontrada a leste da pirâmide de Quéops. Continha muitos bens valiosos de sepultura, e várias inscrições dão a ela o título de Mutenesute (lit.  "mãe de um rei"), junto com o nome do rei Seneferu. Portanto, parecia claro a princípio que Heteferés era a esposa de Seneferu, e que eles eram os pais de Quéops. Mais recentemente, porém, alguns duvidaram dessa teoria, porque não se sabe que Heteferés carregava o título de Hemetenesute (lit.  "esposa do rei"), um título indispensável para confirmar o status real de uma rainha. Em vez do título da esposa, Heteferés carregava apenas o título Satenetejerquetefe (lit.  "filha de seu corpo divino"; simbolicamente: "filha corporal do rei"), um título mencionado pela primeira vez. Como resultado, os pesquisadores agora acham que Quéops pode não ter sido o filho biológico de Seneferu, mas que Seneferu legitimou a posição de Quéops e sua família pelo casamento. Ao apoteosizar sua mãe como filha de um deus vivo, a nova posição de Quéops foi assegurada. Essa teoria pode ser apoiada pela circunstância de que a mãe de Quéops foi enterrada perto de seu filho e não na necrópole de seu marido, como era de se esperar.

### Árvore de família
A lista a seguir apresenta membros da família, que podem ser atribuídos a Quéops com certeza.
Pais:
- Seneferu: Provavelmente seu pai, talvez apenas padrasto. Faraó famoso e construtor de três pirâmides.
- Heteferés I: Provavelmente sua mãe. Esposa do rei Seneferu e conhecida por seus preciosos bens túmulos encontrados em Gizé.

Cônjugues:

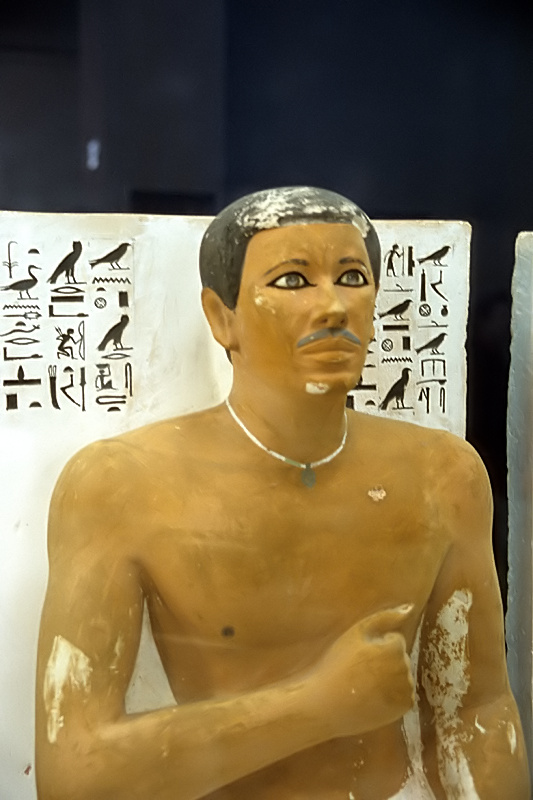
Retrato do príncipe Raotepe

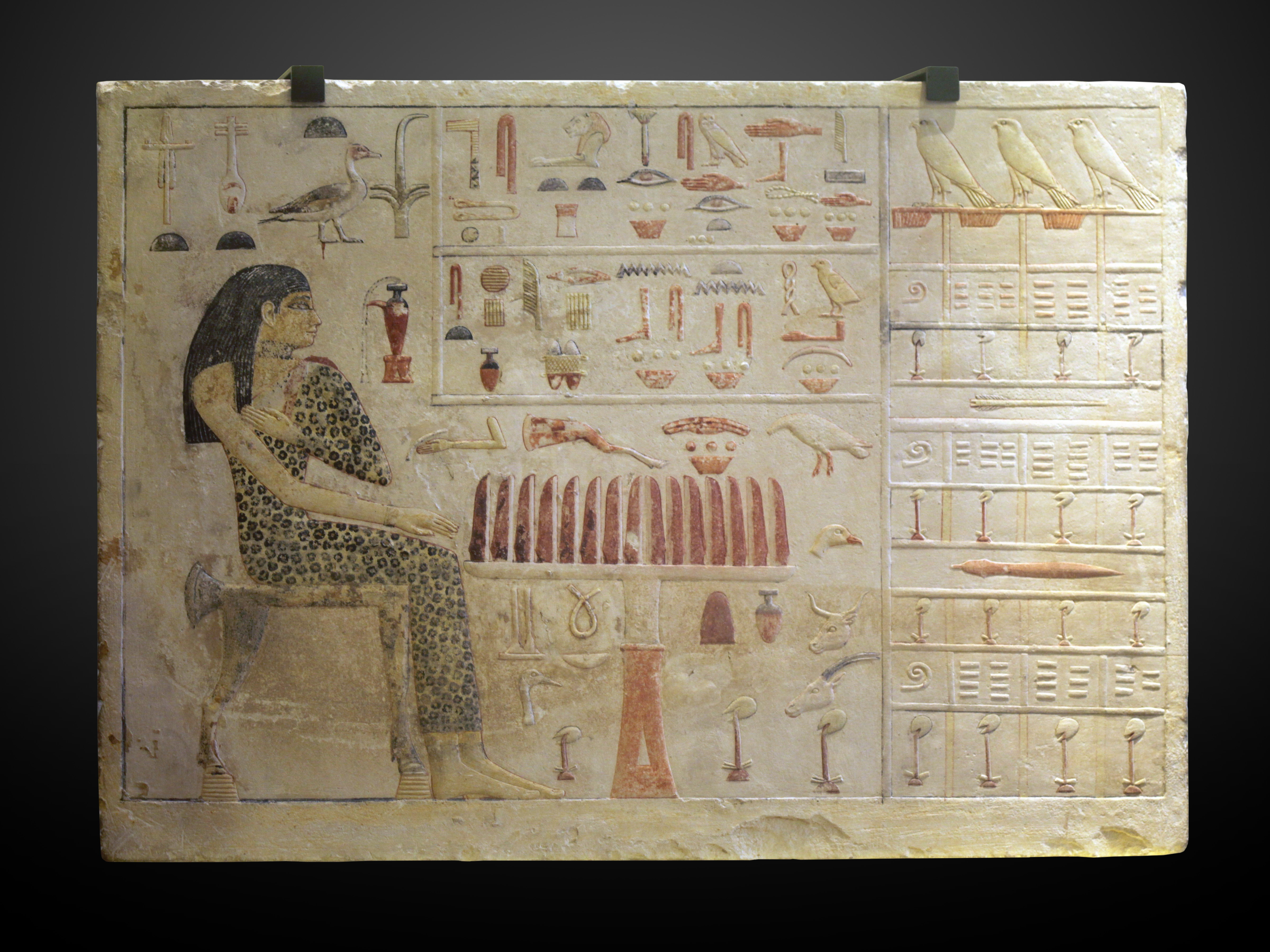
Laje de estela da princesa Nefertiabete

- Meritités I: Primeira esposa de Quéops.
- Henutesem: Segunda esposa de Quéops. Ela é mencionada na famosa Estela de Inventário.

Irmãos e irmãs:
- Heteferés: Esposa de Ancafe.
- Ancafe: O irmão mais velho. Seu sobrinho mais tarde se tornaria o faraó Quéfren.
- Nefermaate: meio-irmão; sepultado em Meidum e dono da famosa "mastaba dos gansos".
- Raotepe: irmão ou meio-irmão mais velho. Proprietário de uma estátua dupla em tamanho real retratando ele e sua esposa Noferte, exibida no Museu Egípcio do Cairo.

Filhos de Quéops:
- Cauabe: Provavelmente o filho mais velho e príncipe herdeiro, ele morreu antes do fim do reinado de Quéops e, portanto, não seguiu Quéops no trono.
- Ratoises: Também conhecido como Rajedefe e Jedefré. Tornou-se o primeiro sucessor do trono.
- Quéfren: Possivelmente sucessor do segundo trono.
- Jedefor: Também conhecido como Horjedefe, mencionado no Papiro Westcar.
- Baufrá: Possivelmente filho de Quéops, mas não atestado arqueologicamente nem contemporaneamente. Conhecido apenas por dois documentos muito posteriores.
- Babefe I: Também conhecido como Quenumbaefe I.
- Cufucafe I: Também conhecido como Caefecufu I .
- Mincafe I.
- Horbaefe.

Filhas:
- Nefertiabete: Conhecida por suas belas estelas de laje.
- Heteferés II : Esposa do príncipe Cauabe, mais tarde casada com o faraó Ratoises.
- Meresanque II.
- Meritités II: Casado com Aquetotepe.
- Camerernebeti I: Esposa do rei Quéfren e mãe de Miquerinos.

Netos:
- Duaenor: Filho de Cauabe e possivelmente neto mais velho.
- Caensequem: Segundo filho de Cauabe.
- Minjedefe: também conhecido como Jedefemim.
- Jati: Filho de Horbaefe.
- Iunmim I: Filho de Quéfren.

Sobrinhos e sobrinhas:
- Hemiunu: Diretor de construção da grande pirâmide de Quéops.
- Nefertecau III: Filha de Meresanque II.
- Jedi: filho de Raotepe e Noferte.
- Itu: filho de Raotepe e Noferte.
- Nefercau: filho de Raotepe e Noferte.
- Mererete: filha de Raotepe e Noferte.
- Nejemibe: filha de Raotepe e Noferte.
- Setetete: filha de Raotepe e Noferte.

## Reinado

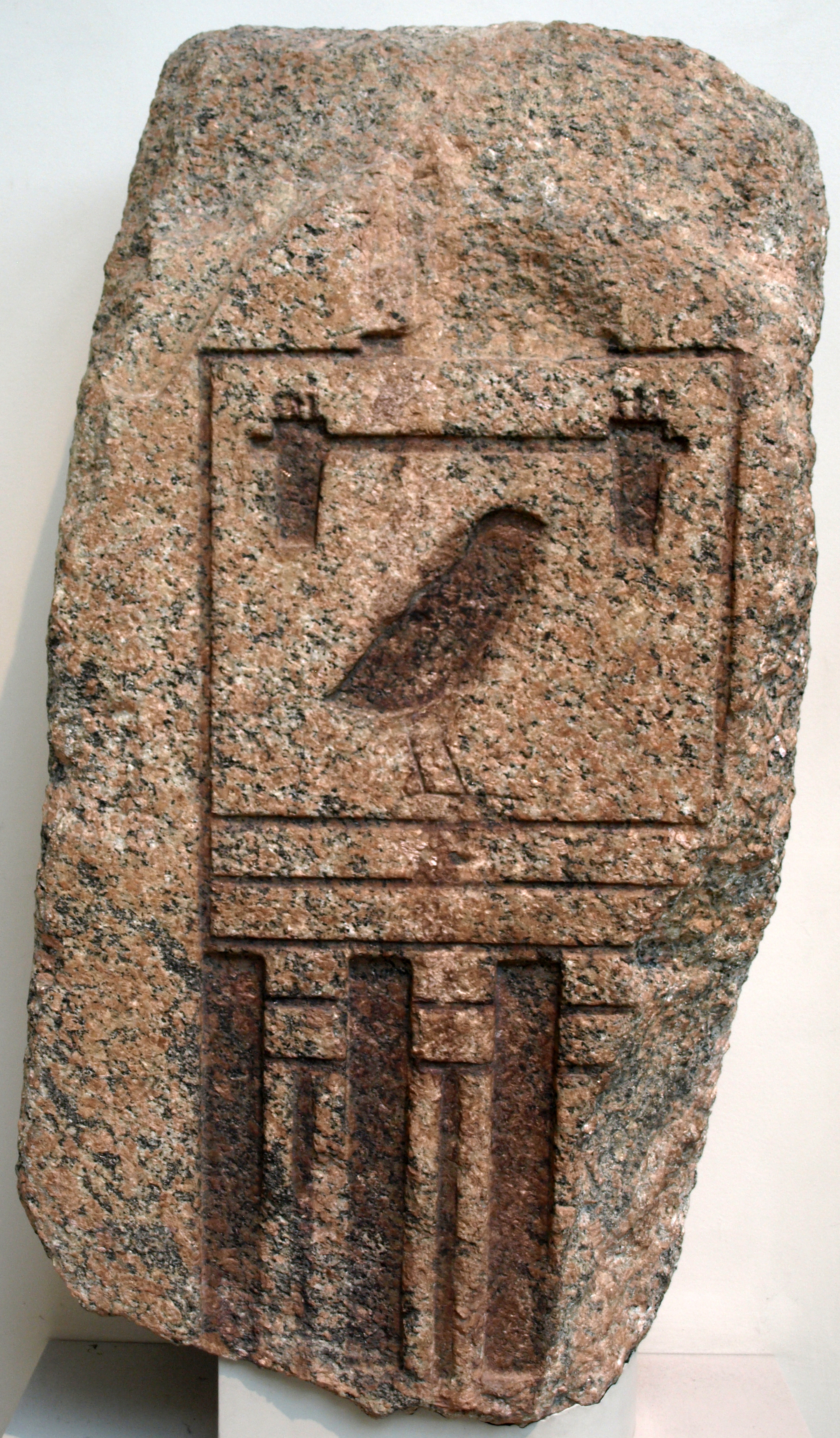
Fragmento de granito com o nome de Hórus de Quéops, Mejedu.

### Duração de reinado
Ainda não está claro por quanto tempo Quéops governou o Egito, porque historicamente documentos posteriores se contradizem e as fontes contemporâneas são escassas. O Cânone Real de Turim da XIX dinastia, entretanto, concede 23 anos de governo a Quéops. O antigo historiador Heródoto dá 50 anos e o antigo historiador Manetão até credita a ele 63 anos de reinado. Esses números agora são considerados um exagero ou uma interpretação errônea de fontes antiquadas.
Fontes contemporâneas da época de Quéops fornecem três informações importantes: Uma delas foi encontrada no Oásis de Dacla no deserto da Líbia. O nome sereque de Quéops está esculpido em uma inscrição na rocha relatando a "viagem de Mefate no ano após a 13ª contagem de gado sob Hor-Mejedu". A segunda fonte pode ser encontrada nas câmaras de relevo dentro da pirâmide de Quéops acima da câmara mortuária. Uma dessas inscrições de acordo com Flinders Petrie menciona uma equipe de trabalhadores chamada "amigos de Quéops" ao lado da nota "no ano da 17ª contagem de gado", mas questiona-se se o número de anos aponta para uma contagem bienal de gado, ou se o número deve ser tomado literalmente. Embora Zahi Hawass tenha relatado a localização da inscrição da data fornecida por Petrie, há também algum debate se Petrie pode ter confiado erroneamente em outras fontes, já que a inscrição ainda não foi encontrada. Evidências mais recentes de Uádi Aljarfe, no entanto, fornecem uma terceira pista sobre a verdadeira duração do reinado: vários fragmentos de papiro contêm relatórios escritos à mão de um porto real no atual Uádi Aljarfe. As inscrições descrevem a chegada de barcos reais com minério precioso e turquesa no "ano após a 13ª contagem de gado sob Hor-Mejedu". Portanto, a data mais alta conhecida e certa preservada de Quéops é o "ano após a 13ª contagem de gado".
Em uma tentativa de resolver o enigma em torno da verdadeira duração do governo de Quéops, os egiptólogos modernos apontam para o reinado de Seneferu, quando a contagem do gado era realizada a cada dois anos do governo de um rei. A contagem do gado como evento econômico serviu à arrecadação de impostos em todo o Egito. Avaliações mais recentes de documentos contemporâneos e a inscrição em pedra de Palermo reforçam a teoria de que a contagem do gado sob Quéops ainda era realizada bienalmente, não anualmente, como se pensava antes.
Egiptólogos como Thomas Schneider, Michael Haase e Rainer Stadelmann se perguntam se o compilador do Cânone de Turim realmente levou em conta que a contagem do gado foi realizada bienalmente durante a primeira metade do período do Império Antigo, enquanto a coleta de impostos durante a XIX dinastia foi realizada todo ano. Em suma, todos esses documentos provariam que Quéops governou por pelo menos 26 ou 27 anos, e possivelmente por mais de 34 anos, se a inscrição nas câmaras de alívio apontasse para uma contagem bienal de gado. Na verdade, se o compilador do Cânone de Turim não levasse em consideração uma contagem bienal de gado, isso poderia até significar que Quéops governou por 46 anos.

### Atividades políticas
Existem apenas algumas dicas sobre as atividades políticas de Quéops dentro e fora do Egito. No Egito, Quéops está documentado em várias inscrições e estátuas de edifícios. O nome de Quéops aparece em inscrições em Nequebe e Elefantina e nas pedreiras locais em Hatenube e Uádi Hamamate. Em Sacará, duas figuras de terracota da deusa Bastete foram encontradas, nas quais, em suas bases, o nome de Hórus de Quéops está gravado. Eles foram depositados em Sacará durante o Império Médio, mas sua criação pode ser datada do reinado de Quéops.

#### Uádi Magaré

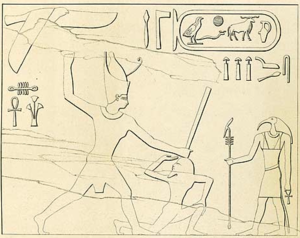
Desenho do relevo de Quéops do Uádi Magaré.

No Uádi Magaré, no Sinai, uma inscrição na rocha representa Quéops com a coroa dupla. Quéops enviou várias expedições na tentativa de encontrar minas de turquesa e cobre. Como outros reis, como Tireis, Seneferu e Sefrés, que também são representados em relevos impressionantes, ele procurava esses dois materiais preciosos. Quéops também manteve contatos com Biblos. Ele enviou várias expedições a Biblos na tentativa de trocar ferramentas e armas de cobre pelo precioso cedro-do-líbano de madeira. Esse tipo de madeira era essencial para a construção de barcos funerários grandes e estáveis e, de fato, os barcos descobertos na Grande Pirâmide eram feitos dela.

#### Uádi Aljarfe
Novas evidências sobre as atividades políticas sob o reinado de Quéops foram recentemente encontradas no local do antigo porto de Uádi Aljarfe na costa do Mar Vermelho, no leste do Egito. Os primeiros vestígios de tal porto foram escavados em 1823 por John Gardner Wilkinson e James Burton, mas o local foi rapidamente abandonado e esquecido com o tempo. Em 1954, os estudiosos franceses François Bissey e René Chabot-Morisseau escavaram novamente o porto, mas suas obras foram encerradas pela Crise de Suez em 1956. Em junho de 2011, uma equipe arqueológica liderada pelos egiptólogos franceses Pierre Tallet e Gregory Marouard, organizado pelo Instituto Francês de Arqueologia Oriental (IFAO), reiniciou os trabalhos no local. Entre outro material, uma coleção de centenas de fragmentos de papiro foi encontrada em 2013, datando de 4.500 anos. O papiro está atualmente em exibição no Museu Egípcio no Cairo. O arqueólogo egípcio Zahi Hawass chamou esse papiro antigo de "a maior descoberta do Egito no século XXI".
Dez desses papiros estão muito bem preservados. A maioria desses documentos data do 27º ano do reinado de Quéops e descreve como a administração central enviou alimentos e suprimentos para os marinheiros e trabalhadores do cais. A datação desses importantes documentos é garantida por frases típicas do período do Império Antigo, bem como pelo fato de as cartas serem endereçadas ao próprio rei, usando seu nome Hórus. Isso era típico quando o rei em questão ainda estava vivo; quando o governante estava morto, ele era chamado por seu nome de cartucho ou nome de nascimento. Um documento é de especial interesse: o diário de Merer, um oficial envolvido na construção da Grande Pirâmide. Usando o diário, os pesquisadores foram capazes de reconstruir três meses de sua vida, fornecendo uma nova visão sobre a vida cotidiana das pessoas da Quarta Dinastia. Esses papiros são os primeiros exemplos de papiros impressos já encontrados no Egito. Outra inscrição, encontrada nas paredes de calcário do porto, menciona a cabeça dos escribas reais que controlam a troca de mercadorias: Idu.
O nome da cartela de Quéops também está inscrito em alguns dos pesados blocos de calcário do local. O porto era de importância estratégica e econômica para Quéops porque os navios traziam materiais preciosos, como turquesa, cobre e minério, do extremo sul da península do Sinai. Os fragmentos de papiro mostram várias listas de armazenamento nomeando as mercadorias entregues. Os papiros também mencionam um certo porto na costa oposta de Uádi Aljarfe, na costa oeste da Península do Sinai, onde a antiga fortaleza Tel Ras Budrã foi escavado em 1960 por Gregory Mumford. Os papiros e a fortaleza juntos revelam uma rota de navegação explícita pelo Mar Vermelho pela primeira vez na história. É a rota de navegação mais antiga arqueologicamente detectada do Egito Antigo. De acordo com Tallet, o porto também poderia ter sido um dos lendários portos de alto mar do Egito Antigo, de onde começaram as expedições para a infame terra de ouro de Punte.

## Monumentos e estátuas

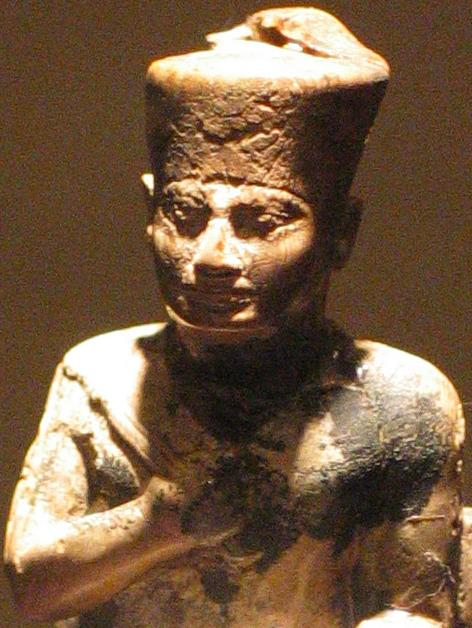
Ídolo de marfim de Quéops em detalhes

### Estátuas

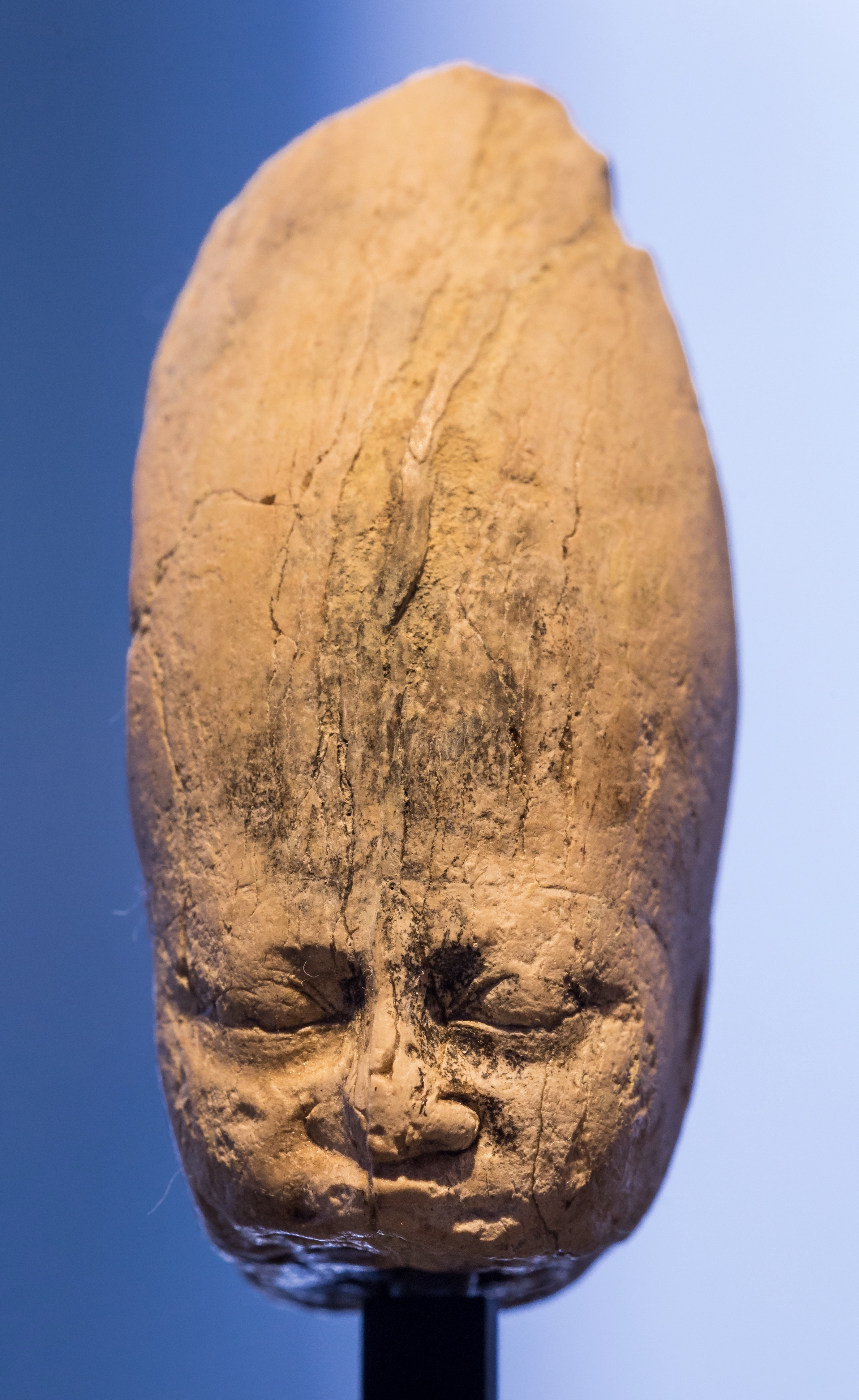
Cabeça de Quéops. Império Antigo, IV dinastia, Museu Estatal de Arte Egípcia, Munique

A única representação tridimensional de Quéops que sobreviveu quase completamente ao tempo é uma pequena estatueta de marfim bem restaurada conhecida como Estatueta de Quéops. Mostra o rei com a Coroa Vermelha do Baixo Egito. O rei está sentado em um trono com encosto curto, no lado esquerdo de seus joelhos o nome de Hórus Mejedu é preservado, e, no lado direito, um fragmento da parte inferior da cartela de nome Quenuncufe é visível. Quéops segura um mangual em sua mão esquerda e sua mão direita repousa junto com seu antebraço em sua perna direita. O artefato foi encontrado em 1903 por Flinders Petrie em Com Elsultã perto de Abidos. A estatueta foi encontrada sem cabeça; de acordo com Petrie, foi causado por um acidente durante uma escavação. Quando Petrie reconheceu a importância da descoberta, ele interrompeu todos os outros trabalhos e ofereceu uma recompensa a qualquer trabalhador que pudesse encontrar a cabeça. Três semanas depois, a cabeça foi encontrada após intensa peneiração em um nível mais profundo dos escombros da sala. Hoje, a pequena estátua está restaurada e em exibição no Museu Egípcio do Cairo na sala 32 sob seu número de inventário JE 36143. A maioria dos egiptólogos acredita que a estatueta é contemporânea, mas alguns estudiosos, como Zahi Hawass, pensam que era uma reprodução artística da XXVI dinastia. Ele argumenta que nenhum edifício que data claramente da IV dinastia foi escavado em Com Elsultã ou Abidos. Além disso, ele aponta que o rosto de Quéops é incomumente atarracado e rechonchudo e não mostra nenhuma expressão emocional. Hawass comparou a estilística facial com estátuas de reis contemporâneos, como Seneferu, Quéfren e Miquerinos. Os rostos desses três reis são de beleza uniforme, esguios e com uma expressão gentil – o resultado claro de motivações idealistas; eles não são baseados na realidade. A aparência de Quéops na estátua de marfim, em vez disso, parece que o artista não se importou muito com profissionalismo ou diligência. Ele acredita que o próprio Quéops nunca teria permitido a exibição de uma obra comparativamente desleixada. E finalmente, Hawass também argumenta que o tipo de trono em que a estatueta fica não combina com os estilos artísticos de nenhum artefato do Reino Antigo. Os tronos do Reino Antigo tinham um encosto que chegava até o pescoço do rei. Mas a prova definitiva que convence Hawass de que a estátua é uma reprodução de muito tempo posterior é a Neeneque se debatia na mão esquerda de Quéops. As representações de um rei com um mangual como uma insígnia cerimonial não aparecem antes do Reino Médio. Zahi Hawass, portanto, conclui que a estatueta foi possivelmente feita como um amuleto ou amuleto da sorte para vender a cidadãos devotos.

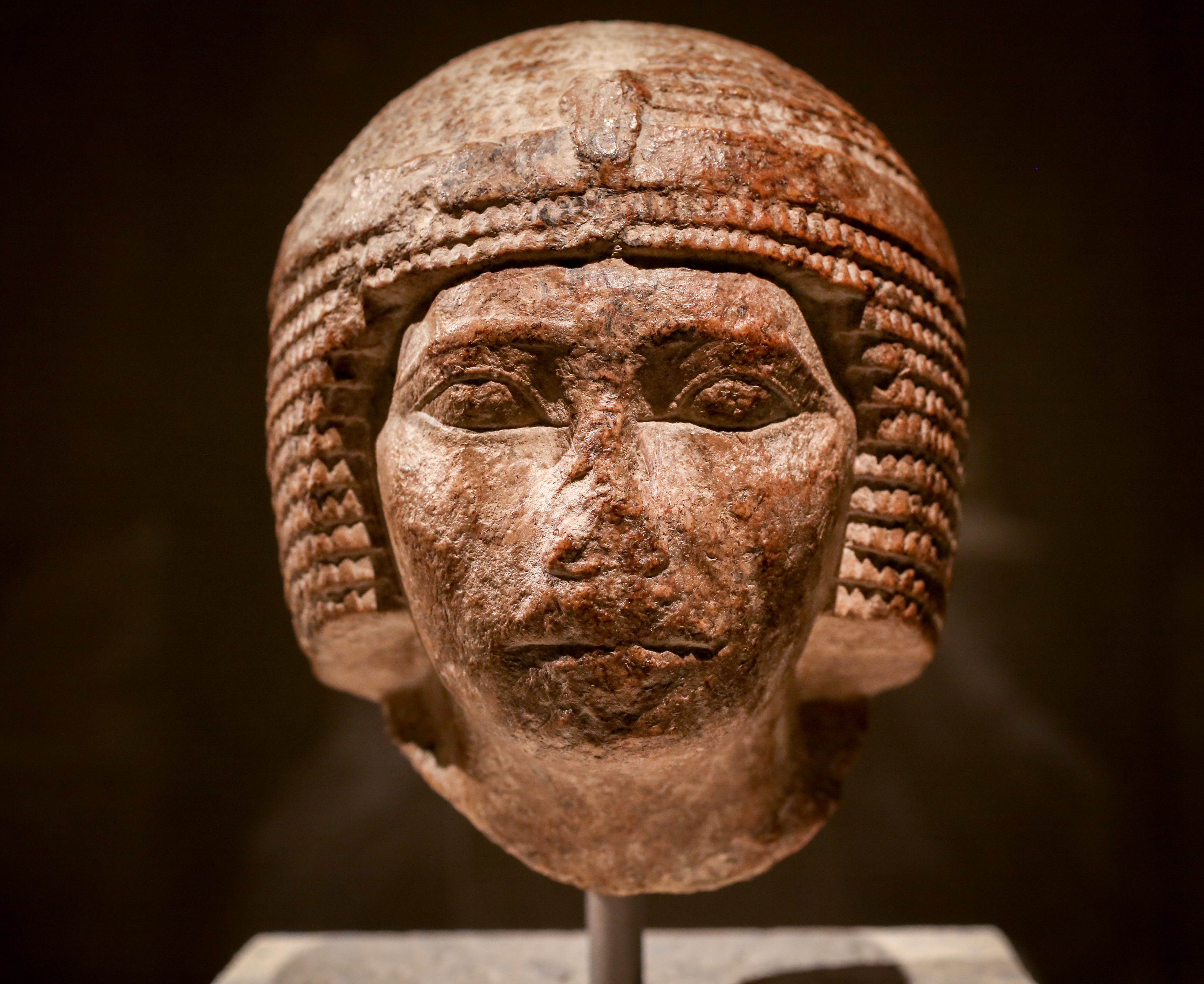
Cabeça de Quéops em marfim exibida no Museu Antigo

Costuma-se dizer que a pequena estatueta é a única estátua preservada de Quéops. isto não está correto. Escavações em Sacará em 2001 e 2003 revelaram um par de estátuas de terracota representando uma deusa leão (possivelmente Bastete ou Sacmis). Em seus pés, duas figuras de reis infantis são preservadas. Enquanto a estatueta direita pode ser identificada como rei Quéops por seu nome Hórus, a esquerda representa o rei Pepi I da VI dinastia, chamado por seu nome de nascimento. As estatuetas de Pepi foram adicionadas aos grupos de estátuas em tempos posteriores, porque foram colocadas separadamente e à distância da divindade. Isso é inconsistente com um grupo de estátuas típico do Reino Antigo — normalmente, todos os grupos de estátuas foram construídos como uma unidade artística. Os dois grupos de estátuas são semelhantes entre si em tamanho e escala, mas diferem porque uma deusa leoa segura um cetro. Os escavadores apontam que as estátuas foram restauradas durante o Império Médio, depois que foram quebradas. No entanto, parece que o motivo da restauração estava mais no interesse pela deusa do que em um culto real em torno das figuras do rei: seus nomes estavam cobertos de gesso.
A Pedra de Palermo relata em seu fragmento C-2 a criação de duas estátuas enormes para o rei; um teria sido feito de cobre, o outro de ouro puro.
Além disso, vários fragmentos de alabastro e travertino de estátuas sentadas, que foram encontrados por George Reisner durante suas escavações em Gizé, já foram inscritos com o título real completo de Quéops. Hoje, os cartuchos completos ou parcialmente preservados com o nome Quéops ou Quenuncufe permanecem. Um dos fragmentos, o de uma pequena estátua sentada, mostra as pernas e os pés de um rei sentado dos nós dos dedos para baixo. À direita deles, o nome ...fu em um cartucho é visível, e pode ser facilmente reconstruído como o nome do cartucho Quéops.
Dois outros objetos estão em exibição no Museu de Roemer e Pelizeus de Hildesheim. Estes também são feitos de alabastro. Um deles mostra a cabeça de uma deusa gata (provavelmente Bastete ou Sacmis). A posição de seu braço direito sugere que o busto pertenceu a um grupo de estátuas semelhante à conhecida tríade de Miquerinos.
Várias cabeças de estátua podem ter pertencido a Quéops. Um deles é o chamado "chefe do Brooklyn" do Museu do Brooklyn em Nova Iorque. Tem 54,3 cm de largura e é feito de granito rosa. Por causa de suas bochechas rechonchudas, a cabeça é atribuída a Quéops e também ao rei Huni. Um objeto semelhante está em exibição no Museu Nacional de Arte Egípcia em Munique. A cabeça é feita de calcário e é comparativamente pequena com apenas 5,7 cm.

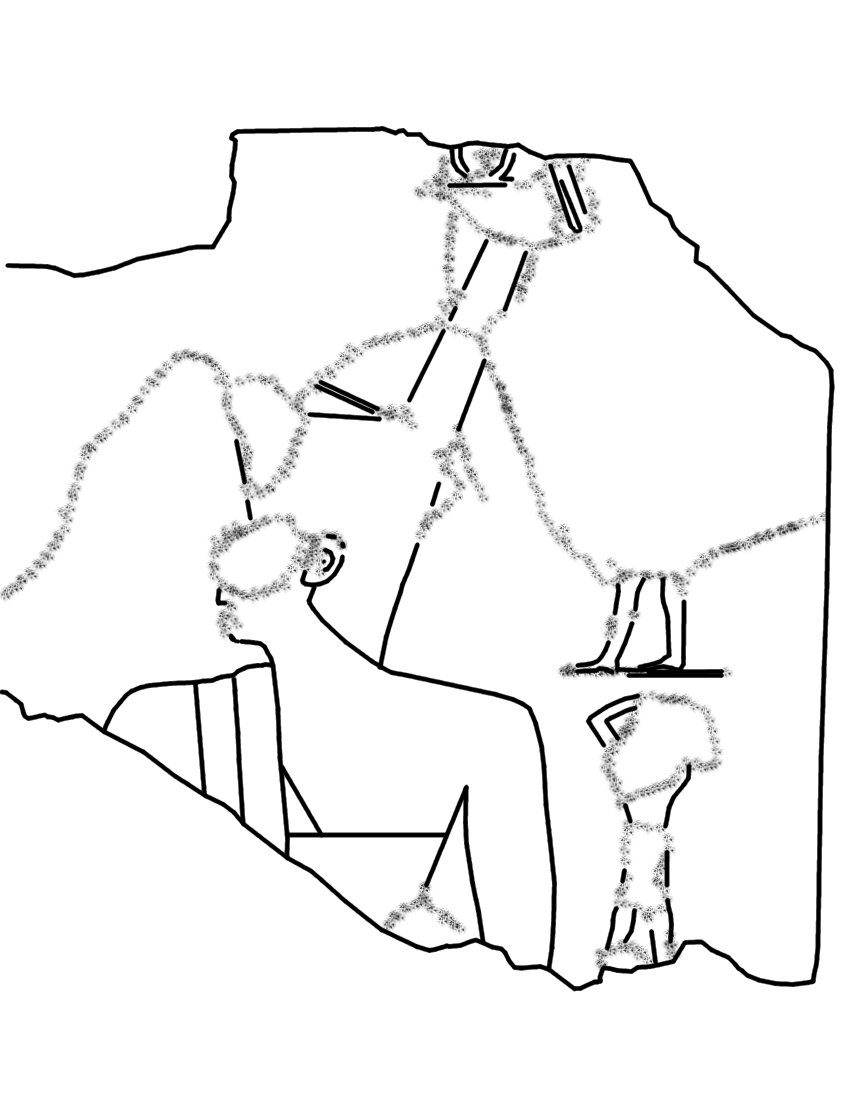
Fragmento de relevo representando Quéops com a Coroa Vermelha

### Relevos
Quéops é retratado em vários fragmentos de relevo encontrados espalhados em sua necrópole e em outros lugares. Todos os relevos foram feitos de calcário polido. Alguns deles se originam do templo da pirâmide em ruínas e do passadiço destruído, onde antes cobriam completamente as paredes. Outros foram encontrados reutilizados na necrópole da pirâmide do rei Amenemés I em Lixte e em Tânis e Bubástis. Um dos fragmentos do relevo mostra a cártula de Quéops com a frase: "Construção dos santuários dos deuses". Outro mostra uma fileira de bois gordos decorados com flores - eles obviamente foram preparados como sacrifícios durante uma procissão de oferendas. A inscrição guia os chama de "os arredores de Tefefe serve Quéops", "belos touros de Quéops" e "berrando por Quéops". Um terceiro mostra a representação mais antiga conhecida da guerra real: a cena é chamada de "preparem os arqueiros", pois mostra os arqueiros puxando seus arcos. E um quarto exemplo mostra o rei com a coroa dupla empalando um hipopótamo.
No Uádi Magaré no Sinai, uma inscrição na rocha contém os nomes, títulos e relatórios de Quéops: "Hor-Mejedu, Quenuncufe, Bicujenebu, o grande deus e destruidor dos trogloditas, toda proteção e vida estão com ele". O resultado final do relevo é semelhante ao do rei Senefru. Em uma cena, o rei Quéops usa a coroa dupla; nas proximidades, a representação do deus Tote é visível. Em outra cena, perto, Quéops usa a coroa de Atefe enquanto ataca um inimigo. Nesta cena o deus Uepuauete está presente.
Nenhum dos numerosos fragmentos de relevo mostra o rei Quéops se oferecendo a um deus. Isso é notável, visto que os relevos de Seneferu e aqueles de todos os reis desde Miquerinos em diante mostram o rei oferecendo a uma divindade. É possível que a falta dessa representação especial tenha influenciado os historiadores gregos antigos posteriores em suas suposições de que Quéops poderia realmente ter fechado todos os templos e proibido qualquer sacrifício.

### Complexo da pirâmide

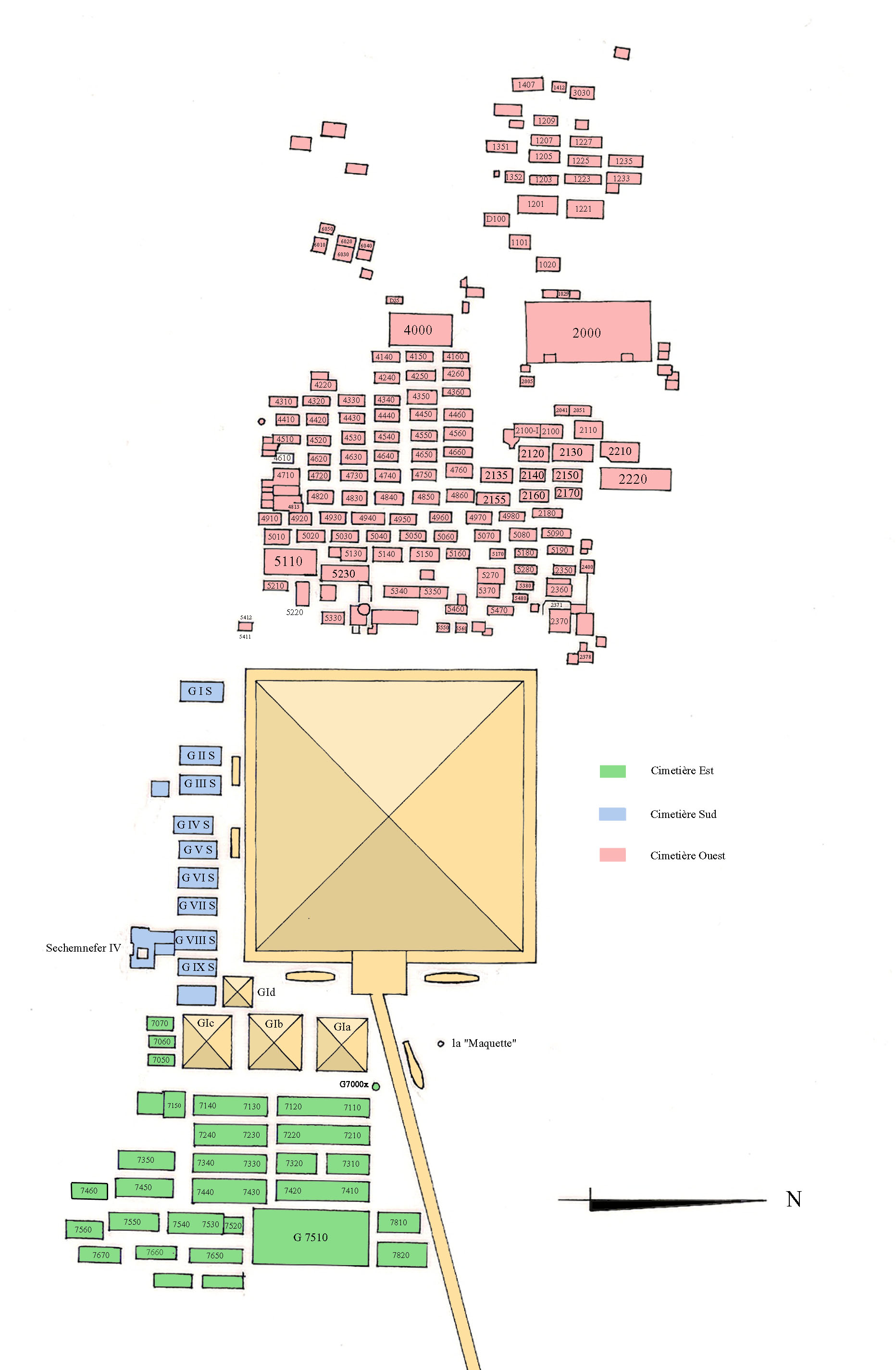
Mapa da necrópole de Quéops

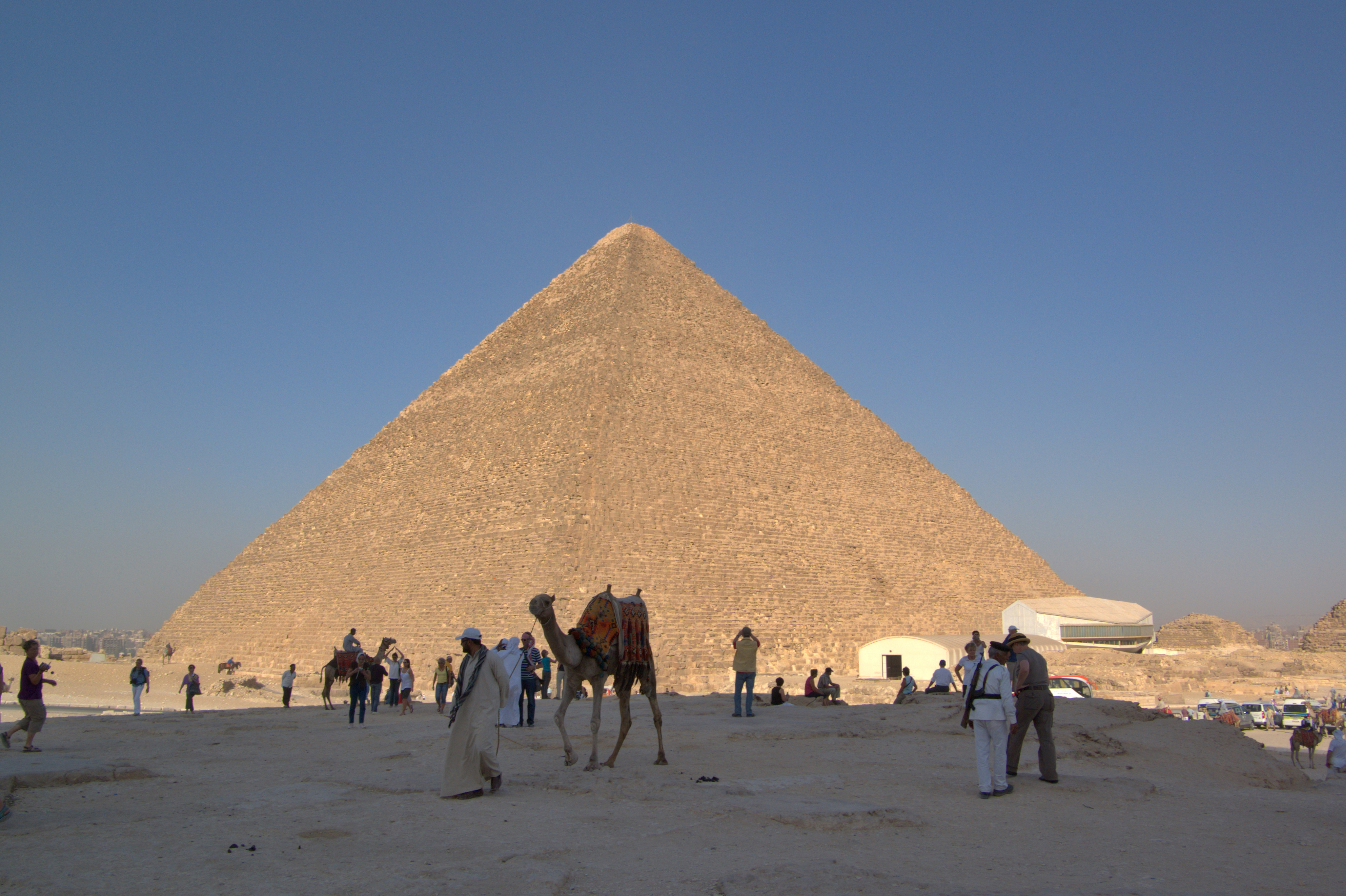
A Grande Pirâmide.

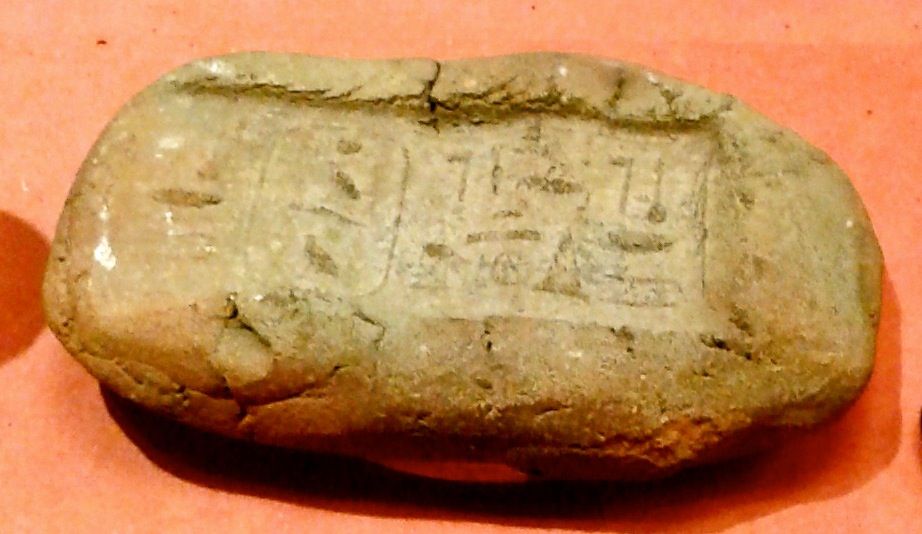
Impressão de selo de Quéops com o nome de sua pirâmide Aquete-Quéops.

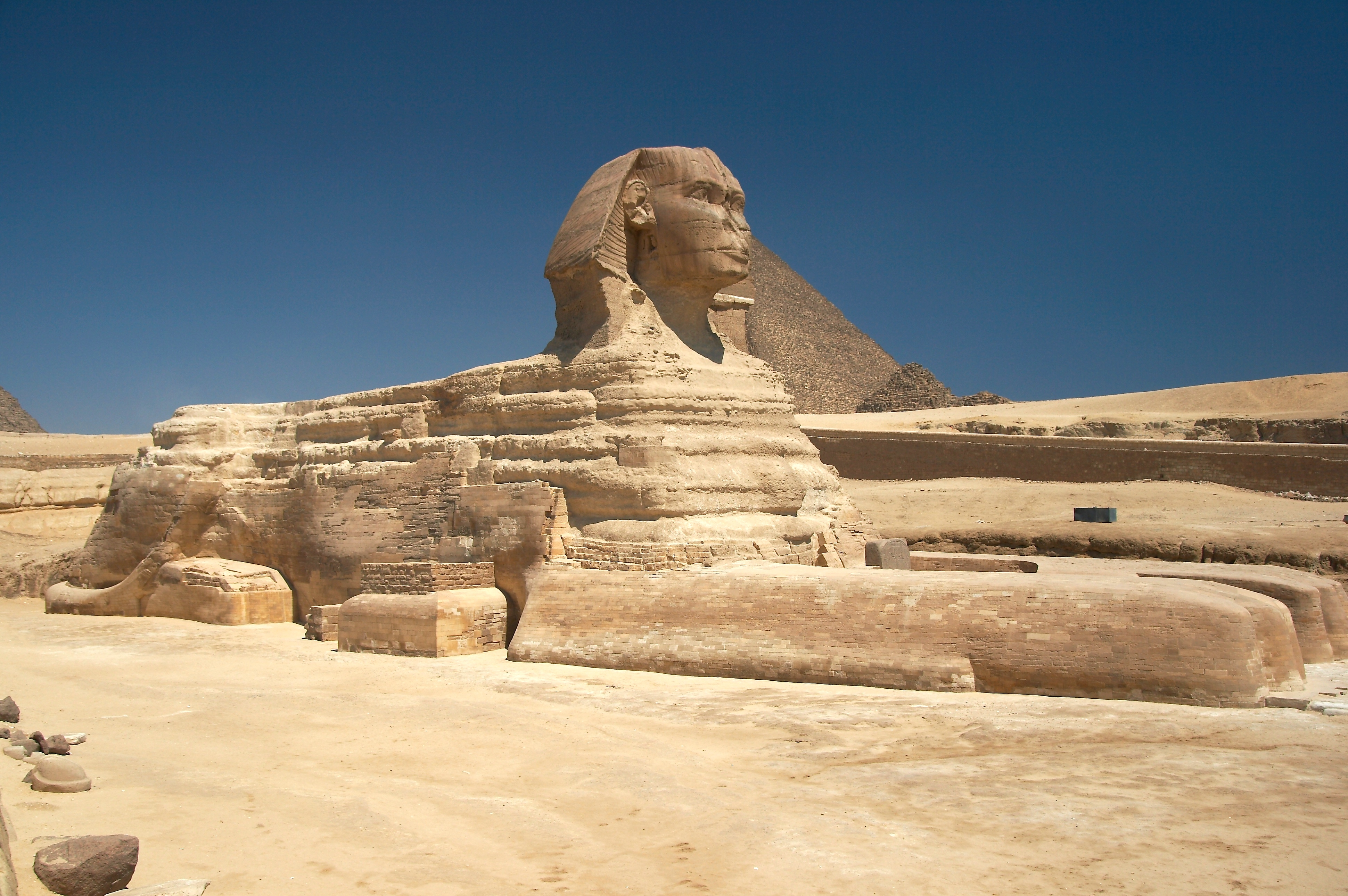
A grande esfinge

O complexo da pirâmide de Quéops foi erguido na seção nordeste do planalto de Gizé. É possível que a falta de espaço para construção, a falta de pedreiras de calcário locais e o solo solto em Dachur tenham forçado Quéops a se mover para o norte, longe da pirâmide de seu antecessor Seneferu. Quéops escolheu a extremidade superior de um platô natural para que sua futura pirâmide fosse amplamente visível. Quéops decidiu chamar sua pirâmide de Aquete-Quéops (lit.  "horizonte de Quéops").
A Grande Pirâmide tem uma medida básica de ca. 750 x 750 pés (≙ 230,4 x 230,4 m) e hoje uma altura de 455,2 ft (139 m). Uma vez que tinha 481 ft (147 m) de altura, mas o piramídio e o invólucro de calcário foram completamente perdidos devido ao roubo de pedra. A falta da caixa permite uma visão completa do núcleo interno da pirâmide. Foi erguido em pequenos degraus por blocos de pedra calcária escura mais ou menos grosseiramente talhados. O invólucro era feito de calcário quase branco. A superfície externa das pedras do invólucro foi polida com elegância, de modo que a pirâmide cintilou em um branco-limão natural e brilhante quando nova. O piramídio pode ter sido coberta de eletro, mas não há nenhuma prova arqueológica disso. Os corredores internos e as câmaras têm paredes e tetos feitos de granito polido, uma das pedras mais duras conhecidas na época de Quéops. A argamassa utilizada foi uma mistura de gesso, areia, calcário pulverizado e água..
A entrada original da pirâmide fica no lado norte. Dentro da pirâmide estão três câmaras: no topo está a câmara mortuária do rei (a câmara do rei), no meio está a câmara da estátua (erroneamente chamada de câmara da rainha) e sob a fundação está uma câmara subterrânea inacabada (câmara subterrânea) Embora a câmara mortuária seja identificada por seu grande sarcófago feito de granito, o uso da "câmara da rainha" ainda é contestado - pode ter sido o serdabe da estátua de Cá de Quéops. A câmara subterrânea permanece misteriosa, pois foi deixada inacabada. Um corredor estreito indo para o sul na extremidade oeste da câmara e um poço inacabado no meio oriental podem indicar que a câmara subterrânea era a mais antiga das três câmaras e que o plano de construção original continha um complexo de câmaras simples com vários quartos e corredores. Mas, por razões desconhecidas, as obras foram interrompidas e duas outras câmaras foram construídas dentro da pirâmide. Notável é a chamada Grande Galeria que leva à câmara do rei: ela tem um falso arco com mísulas e mede 28,7 pés de altura e 151,3 pés de comprimento. A galeria tem uma função estática importante; ele desvia o peso da massa de pedra acima da câmara do rei para o núcleo da pirâmide circundante..
A pirâmide de Quéops foi cercada por uma parede fechada, com cada segmento de 33 ft (10,1 m) de distância da pirâmide. No lado leste, diretamente em frente à pirâmide, o templo mortuário de Quéops foi construído. Sua fundação foi em basalto negro, grande parte do qual ainda está preservado. Pilares e portais eram feitos de granito vermelho e as pedras do teto eram de calcário branco. Hoje nada resta senão o alicerce. Do templo mortuário, uma ponte com 0,43 milhas de comprimento antes conectava-se ao templo do vale. O templo do vale foi possivelmente feito das mesmas pedras do templo mortuário, mas como nem mesmo a fundação foi preservada, a forma e o tamanho originais do templo do vale permanecem desconhecidos.
No lado leste da pirâmide fica o Cemitério Leste da necrópole de Quéops, contendo as mastabas de príncipes e princesas. Três pequenas pirâmides satélites, pertencentes às rainhas Heteferés (G1-a), Meritités I (G1-b) e possivelmente Henutesem (G1-c) foram erguidas no canto sudeste da pirâmide de Quéops. Bem atrás das pirâmides das rainhas G1-be G1-c, a pirâmide de culto de Quéops foi encontrada em 2005. No lado sul da Grande Pirâmide estão alguns mastabas adicionais e os poços dos barcos funerários de Quéops. No lado oeste fica o Cemitério Oeste, onde os mais altos funcionários e sacerdotes foram enterrados.
Uma possível parte do complexo funerário de Quéops é a famosa Grande Esfinge de Gizé. É uma grande estátua de pedra calcária de 73,5 m × 20,3 m no formato de um leão reclinado com cabeça de humano, decorada com um Nemes realcocado. A Esfinge foi escavada diretamente no planalto de Gizé e originalmente pintada com vermelho, ocre, verde e preto. Até hoje se disputa apaixonadamente quem exatamente deu a ordem de construí-lo: os candidatos mais prováveis são Quéops, seu filho mais velho Ratoises e seu filho mais novo Quéfren. Uma das dificuldades de uma atribuição correta reside na falta de qualquer retrato perfeitamente preservado de Quéops. Os rostos de Ratoises e Quéfren são semelhantes aos da Esfinge, mas não combinam perfeitamente. Outro enigma é a função cúltica e simbólica original da Esfinge. Muito mais tarde, foi chamado de Heruimaquete (Hârmachís; lit.  "Hórus no horizonte") pelos egípcios e Abu Elhol (lit.  "pai do terror") pelos árabes. Pode ser que a Esfinge, como representação alegórica e mistificada do rei, simplesmente guardasse o cemitério sagrado de Gizé.

## Quéops em tradições egípcias posteriores

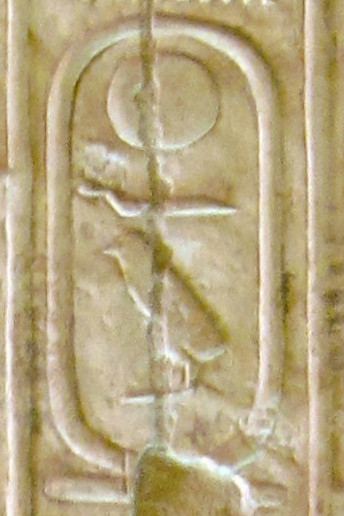
Cartucho com o nome de Chefu na Lista Real de Abidos

### Reino Antigo
Quéops possuía um amplo culto mortuário durante o Império Antigo. No final da VI dinastia, pelo menos 67 sacerdotes mortuários e 6 altos funcionários independentes servindo na necrópole são arqueologicamente atestados. Dez deles já serviam durante o final da IV dinastia (sete deles eram membros da família real), 28 estavam servindo durante a V dinastia e 29 durante a VI dinastia. Isso é notável: o famoso (padrasto) Seneferu de Quéops desfrutou de "apenas" 18 sacerdócios mortuários durante o mesmo período, mesmo Ratoises desfrutou de apenas 8 e Quéfren desfrutou de 28. Esses cultos mortuários foram muito importantes para a economia do estado, porque para as oblações especiais dominadas teve que ser estabelecido. Um grande número de nomes de domínios são atestados para a época do reinado de Quéops. No entanto, no final da VI dinastia, o número de domínios diminuiu rapidamente. Com o início da VII dinastia, nenhum nome de domínio foi transmitido mais.

### Reino Médio
Em Uádi Hamamate, uma inscrição na rocha data da XII dinastia. Ele lista cinco nomes de cartelas: Quéops, Ratoises, Quéfren, Baufra e Jedefor. Como todos os nomes reais são escritos dentro de cartelas, freqüentemente se acreditava que Baufra e Jedefor já governaram por um curto período de tempo, mas fontes contemporâneas os intitulam como meros príncipes. A lista de chamadas de presença de Quéops nesta lista pode indicar que ele e seus seguidores eram adorados como santos padroeiros. Essa teoria é promovida por descobertas como vasos de alabastro com o nome de Quéops encontrados em Copto, o destino de peregrinação dos viajantes de Uádi Hamamate.
Uma obra-prima literária da XIII dinastia que fala sobre Quéops é o famoso Papiro Westcar, onde o rei Quéops testemunha uma maravilha mágica e recebe uma profecia de um mágico chamado Dedi. Dentro da história, Quéops é caracterizado de uma forma difícil de avaliar. Por um lado, ele é descrito como implacável ao decidir decapitar um prisioneiro condenadopara testar os supostos poderes mágicos de Dedi. Por outro lado, Quéops é descrito como curioso, razoável e generoso: ele aceita a indignação de Dedi e sua subsequente oferta alternativa pelo prisioneiro, questiona as circunstâncias e o conteúdo da profecia de Dedi e recompensa o mago generosamente, afinal. A descrição contraditória de Quéops é objeto de grande disputa entre egiptólogos e historiadores até hoje. Especialmente os primeiros egiptólogos e historiadores como Adolf Erman, Kurt Heinrich Sethe e Wolfgang Helck avaliaram o caráter de Quéops como sem coração e sacrílego. Eles se apoiaram nas antigas tradições gregas de Heródoto e Diodoro Sículo, que descreveu uma imagem exagerada de personagem negativo de Quéops, ignorando as tradições paradoxais (porque positivas) que os próprios egípcios sempre ensinaram.

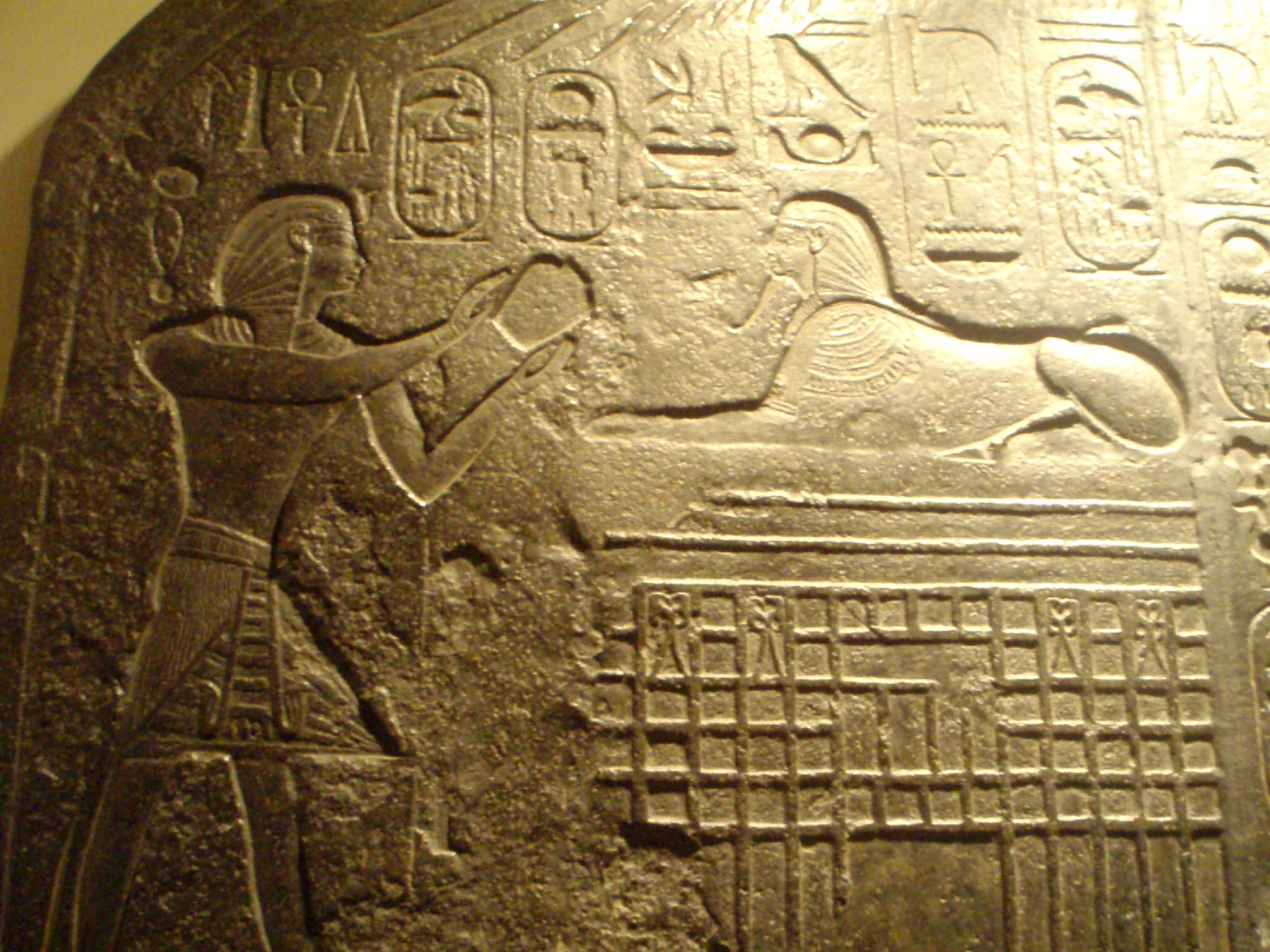
Close da estela dos sonhos

Mas outros egiptólogos, como Dietrich Wildung, veem a ordem de Quéops como um ato de misericórdia: o prisioneiro teria recebido sua vida de volta se Dedi tivesse realmente executado seu truque mágico. Wildung acha que a recusa de Dedi foi uma alusão ao respeito que os egípcios demonstravam pela vida humana. Os antigos egípcios eram de opinião que a vida humana não deveria ser mal utilizada para magia negra ou coisas más semelhantes. Verena Lepper e Miriam Lichtheim suspeitam que uma representação difícil de avaliar de Quéops foi exatamente o que o autor havia planejado. Ele queria criar um personagem misterioso.

### Reino Novo
Durante o Novo Império, a necrópole de Quéops e os cultos mortuários locais foram reorganizados e Gizé voltou a ser um importante destino econômico e cultural. Durante a XVIII dinastia, o rei Amenófis II ergueu um templo memorial e uma estela de fama real perto da Grande Esfinge. Seu filho e seguidor do trono, Tutemés IV, libertou a Esfinge da areia e colocou uma estela memorial – conhecida como "Estela do Sonho" – entre suas patas dianteiras. As inscrições das duas estelas são semelhantes em seus conteúdos narrativos, mas nenhuma delas fornece informações específicas sobre o verdadeiro construtor da Grande Esfinge.

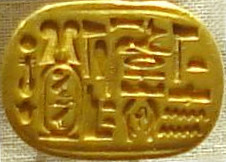
Anel de selo dourado com o nome em cartela de Quéops.

No final da XVIII dinastia, um templo para a deusa Ísis foi construído na pirâmide satélite G1-c (a da rainha Henutesem) na necrópole de Quéops. Durante a XXI dinastia, o templo foi ampliado e, durante a XXVI dinastia, as ampliações continuaram. A partir deste período vários "sacerdotes de Ísis" (Hemnetejerisete), que também eram "sacerdotes de Quéops" (Hemnetejercufu), trabalharam lá. Da mesma dinastia, um anel de selo dourado com o nome de um padre Neferibrê foi encontrado em Gizé.

### Período tardio
Durante o período tardio, um grande número de escaravelhos com o nome de Quéops foram vendidos aos cidadãos, possivelmente como algum tipo de amuleto da sorte. Mais de 30 escaravelhos são preservados. No templo de Ísis, uma árvore genealógica dos sacerdotes de Ísis está em exibição, listando os nomes dos sacerdotes de 670 a 488 a.C.. Do mesmo período surge a famosa Estela de Inventário, que chama Quéops e sua esposa Henutesem. No entanto, os egiptólogos modernos questionam se Quéops ainda era adorado pessoalmente como um ancestral real nessa época; eles acham mais provável que Quéops já fosse visto como uma mera figura simbólica de base para a história do templo de Ísis.

## Quéops nas tradições gregas antigas

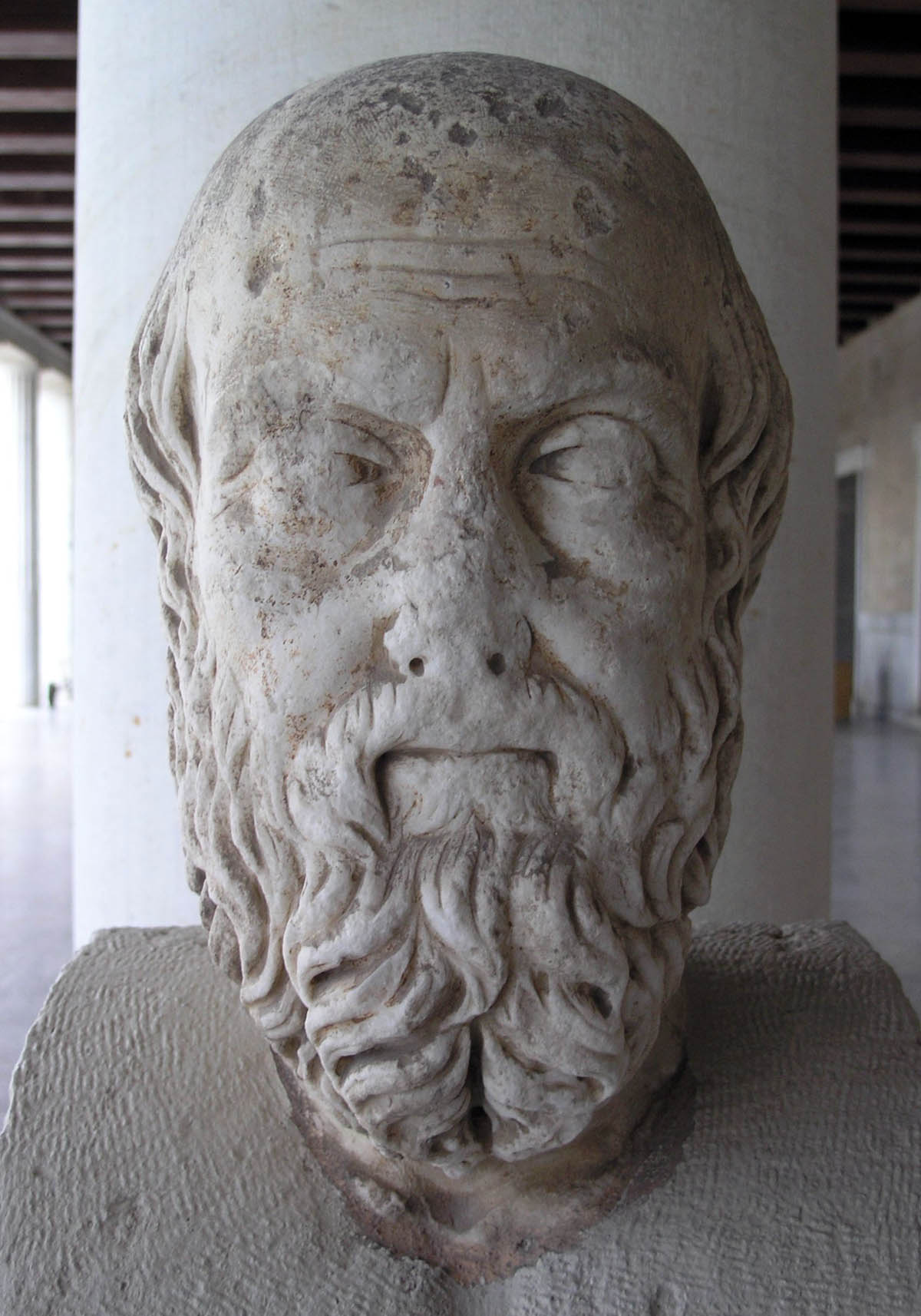
Busto de Heródoto

### Manetão
O historiador egípcio posterior, Manetão, chamou Quéops de "Súfis" e atribuiu-lhe um governo de 63 anos. Ele também menciona que Quéops construiu a Grande Pirâmide. Manetão diz que Quéops recebeu um desprezo contra os deuses e que ele havia escrito um livro sagrado sobre isso e que ele (Manetão) recebeu esse livro durante sua viagem pelo Egito. A história sobre o alegado "Livro Sagrado" é questionada por egiptólogos modernos, pois seria altamente incomum que um faraó escrevesse livros e que um documento tão precioso pudesse ser vendido tão facilmente.

### Heródoto
Em vez disso, o historiador grego Heródoto descreve Quéops como um tirano herege e cruel. Em sua obra literária História, Livro II, capítulo 124-126, ele escreve: "Enquanto Rampsinito foi rei, como me disseram, não havia nada além de um governo ordeiro no Egito, e a terra prosperou muito. Mas depois dele, Quéops tornou-se rei sobre eles e os levou a todo tipo de sofrimento: Ele fechou todos os templos; depois disso, ele impediu os sacerdotes de sacrificar lá e então ele forçou todos os egípcios a trabalharem para ele. Então, alguns foram ordenados a tirar pedras das pedreiras na montanhas árabes ao Nilo, e outras que ele forçou a receber as pedras depois de terem sido carregadas pelo rio em barcos, e para atraí-las às chamadas montanhas da Líbia. E eles trabalharam por 100.000 homens por vez, a cada três meses continuamente. Dessa opressão se passaram dez anos enquanto era feita a passagem pela qual eles desenharam as pedras, que eles construíram, e é uma obra não muito menor, como me parece, do que a pirâmide. Para o comprimento dela é de 5 furlongs e a largura de 10 braças e a altura, onde é mais alto, 8 braças, e é feito de pedra polida e com figuras esculpidas nele. Para isso, disseram, foram gastos dez anos, e também para as câmaras subterrâneas na colina sobre as quais se erguem as pirâmides, que ele fez como câmaras sepulcrais para si mesmo em uma ilha, tendo conduzido para lá um canal do Nilo.
Para a construção da pirâmide em si, passou-se um período de 20 anos; e a pirâmide é quadrada, cada lado medindo 800 pés, e a altura é a mesma. É construído com pedras alisadas e encaixadas da maneira mais perfeita, nenhuma das pedras tendo menos de 30 pés de comprimento. Esta pirâmide foi feita à maneira de degraus, que alguns chamam de 'linhas' e outros de 'bases': Quando a fizeram dessa forma, eles ergueram as pedras restantes com dispositivos feitos de pedaços curtos de madeira, levantando-as primeiro do solo para a primeira etapa das etapas, e quando a pedra chegava até esta era colocada em outra máquina estando no primeiro estágio, e assim, deste foi atraído para o segundo em outra máquina; pois tantos quantos eram os percursos dos degraus, tantas máquinas havia também, ou talvez eles transferissem uma e a mesma máquina, feita de modo a ser facilmente transportada, a cada etapa sucessivamente, a fim de que pudessem pegar as pedras; pois que seja contado de ambas as maneiras, de acordo com o que é relatado. No entanto, isto pode ser, as partes mais altas dele foram terminadas primeiro, e depois eles passaram a terminar o que vinha ao lado deles, e por último eles terminaram as partes perto do solo e as cordilheiras mais baixas.
Na pirâmide é declarada por escrito egípcio quanto foi gasto em rabanetes e cebolas e alho-poró para os trabalhadores, e se bem me lembro o que o intérprete disse ao ler esta inscrição para mim, uma soma de 1600 talentos de prata foi gasto. Além do mais, Quéops chegou a tal ponto de maldade que, por falta de dinheiro, mandou sua própria filha a um prostíbulo e ordenou que ela obtivesse de quem viesse uma certa quantia (não me disseram quanto era). Mas ela não só obteve a soma que foi indicada por seu pai, mas também formou um plano para si mesma em particular para deixar para trás um memorial: Ela pediu a cada homem que veio até ela para lhe dar uma pedra para seu projeto de construção. E dessas pedras, eles me disseram, a pirâmide foi construída que fica na frente da grande pirâmide no meio das três, cada lado tendo 150 pés de comprimento."
O mesmo vale para a história do rei Quéfren. Ele é descrito como o seguidor direto de Quéops e igualmente malvado, e governou por 56 anos. No capítulo 127-128 Heródoto escreve: "Após a morte de Quéops, seu irmão Quéfren assumiu o trono real. Este rei seguiu a mesma maneira que o outro ... e governou por 56 anos. Aqui eles contabilizam 106 anos, durante os quais dizem que não havia nada além do mal para os egípcios, e os templos foram mantidos fechados e não abertos durante todo esse tempo ".
Heródoto encerra a história dos reis do mal no capítulo 128 com as palavras: "Esses reis, os egípcios (por causa do ódio contra eles), não estão muito dispostos a dizer seus nomes. Além do mais, eles até chamam as pirâmides do nome de Filítis o pastor, que naquela época pastoreava rebanhos nessas regiões."

### Diodoro Sículo
O antigo historiador Diodoro afirma que Quéops era tão odiado por seu próprio povo em tempos posteriores que os sacerdotes mortuários levaram secretamente o sarcófago real, junto com o cadáver de Quéops, para outra sepultura oculta. Com essa narração, ele fortalece e confirma a visão dos estudiosos gregos de que a pirâmide de Quéops (e as outras duas também) deve ter sido o resultado da escravidão. No entanto, ao mesmo tempo, Diodoro se distancia de Heródoto e argumenta que Heródoto "apenas conta contos de fadas e ficção divertida". Diodoro afirma que os egípcios de sua vida não foram capazes de dizer com certeza quem realmente construiu as pirâmides. Ele também afirma que realmente não confiava nos intérpretes e que o verdadeiro construtor pode ter sido alguém diferente: a pirâmide de Quéops foi (segundo ele) construída por um rei chamado Harmai, a pirâmide de Quéfren foi pensado para ser construído pelo rei Amósis II e a de Miquerinos era supostamente o trabalho do rei Inaro I.
Diodoro afirma que a pirâmide de Quéops era lindamente coberta de branco, mas dizia-se que o topo tinha um topo. A pirâmide, portanto, já não tinha mais piramídio. Ele também acha que a pirâmide foi construída com rampas, que foram retiradas durante o acabamento da concha de calcário. Diodoro estima que o número total de trabalhadores foi de 300 mil e que as obras duraram 20 anos.

## Quéops em tradições árabes
Em 642 d.C. os árabes conquistaram o Egito. Ao chegar às pirâmides de Gizé, eles buscaram explicações sobre quem poderia ter construído esses monumentos. Nessa época, nenhum habitante do Egito era capaz de dizer e ninguém mais conseguia traduzir os hieróglifos egípcios. Como consequência, os historiadores árabes escreveram suas próprias teorias e histórias.
A história mais conhecida sobre Quéops e sua pirâmide pode ser encontrada no livro Hitat (completamente: al-Mawāʿiẓ wa-'l-iʿtibār fī ḏikr al-ḫiṭaṭ wa-'l-ʾāṯār), escrito em 1430 por Muamade Almacrizi ( 1364-1442). Este livro contém várias teorias e mitos coletados sobre Quéops, especialmente sobre a Grande Pirâmide. Embora o próprio rei Quéops raramente seja mencionado, muitos escritores árabes estavam convencidos de que a Grande Pirâmide (e as outras também) foram construídas pelo deus Hermes (chamado Idris pelos árabes).
Almacrizi observa que Quéops foi nomeado Sauride, Saluque e/ou Sarjaque pelos amalequitas bíblicos. Então ele escreve que Quéops construiu as pirâmides após repetidos pesadelos nos quais a terra virou de cabeça para baixo, as estrelas caíram e as pessoas gritavam de terror. Outro pesadelo mostrou as estrelas caindo do céu e sequestrando humanos e, em seguida, colocando-os sob duas grandes montanhas. O rei Quéops então recebeu um aviso de seus profetas sobre um dilúvio devastador que viria e destruiria o Egito. Para proteger seus tesouros e livros de sabedoria, Quéops construiu as três pirâmides de Gizé.

## Avaliações egiptológicas modernas
Com o tempo, os egiptólogos examinaram os possíveis motivos e razões de como a reputação de Quéops mudou com o tempo. Exames mais atentos e comparações entre documentos contemporâneos, documentos posteriores e leituras gregas e coptas revelam que a reputação de Quéops mudou lentamente e que as visões positivas sobre o rei ainda prevaleciam durante a era grega e ptolomaica. Alan B. Lloyd, por exemplo, aponta para documentos e inscrições da VI dinastia listando uma importante cidade chamada Menate-Cufu, que significa "enfermeira de Quéops". Esta cidade ainda era muito apreciada durante o período do Império do Meio. Lloyd está convencido de que esse nome comovente não teria sido escolhido para homenagear um rei com uma reputação ruim (ou, pelo menos, questionável). Além disso, ele aponta para o número esmagador de lugares onde cultos mortuários para Quéops eram praticados, mesmo fora de Gizé. Esses cultos mortuários ainda eram praticados mesmo nos períodos saíta e persa.
Os famosos Textos de Lamentação do Primeiro Período Intermediário revelam algumas vistas interessantes sobre as tumbas monumentais do passado; eles eram então vistos como prova de vaidade. No entanto, eles não dão nenhum indício de uma reputação negativa dos próprios reis e, portanto, eles não julgam Quéops de forma negativa.
Os egiptólogos modernos avaliam as histórias de Heródoto e Diodoro como uma espécie de difamação, com base na filosofia contemporânea de ambos os autores. Eles pedem cautela contra a credibilidade das tradições antigas. Eles argumentam que os autores clássicos viveram por volta de 2.000 anos depois de Quéops, e suas fontes que estavam disponíveis em suas vidas certamente eram antiquadas. Além disso, alguns egiptólogos apontam que as filosofias dos antigos egípcios haviam mudado desde o Império Antigo. Tumbas enormes, como as pirâmides de Gizé, devem ter horrorizado os gregos e até mesmo os sacerdotes posteriores do Novo Reino, porque eles se lembraram do herege faraó Aquenáton e seus projetos de construção megalomaníacos. Esta imagem negativa foi provavelmente projetada em Quéops e sua pirâmide. A visão foi possivelmente promovida pelo fato de que, durante a vida de Quéops, a permissão para a criação de estátuas grandes feitas de pedras preciosas e sua exibição em público foi limitada ao rei. Em sua época, os autores gregos, sacerdotes mortuários e sacerdotes do templo só podiam explicar os impressionantes monumentos e estátuas de Quéops como resultado de um megalomaníaco. Essas avaliações negativas foram aplicadas a Quéops.
Além disso, vários egiptólogos apontam que historiadores romanos como Plínio, o Velho e Frontino (ambos por volta de 70 d.C.) igualmente não hesitam em ridicularizar as pirâmides de Gizé: Frontino as chama de "pirâmides ociosas, contendo as estruturas indispensáveis também para alguns de nossos abandonados aquedutos em Roma" e Plínio os descreve como "a ostentação ociosa e tola da riqueza real". Os egiptólogos veem claramente intenções motivadas política e socialmente nessas críticas e parece paradoxal que o uso desses monumentos tenha sido esquecido, mas os nomes de seus construtores permaneceram imortalizados.
Outra dica da má reputação de Quéops entre o povo grego e romano pode estar oculta na leitura copta do nome de Quéops. Os hieróglifos egípcios que formam o nome "Quéops" são lidos em copta como "Xêfete", o que na verdade significa "má sorte" ou "pecaminoso" em sua língua. A leitura copta deriva de uma pronúncia posterior de Quéops como "Xufu", que por sua vez levou à leitura grega "Súfis". Possivelmente, o mau significado da leitura copta de "Cufu" foi copiado inconscientemente pelos autores gregos e romanos.
Por outro lado, alguns egiptólogos acham que os antigos historiadores receberam seu material para suas histórias não apenas de sacerdotes, mas de cidadãos que viviam perto da época da construção da necrópole. Entre o "povo simples", também, opiniões negativas ou críticas sobre as pirâmides podem ter sido transmitidas, e o culto mortuário dos sacerdotes certamente fazia parte da tradição. Além disso, uma tradição literária de longa data não prova popularidade. Mesmo que o nome de Quéops tenha sobrevivido nas tradições literárias por tanto tempo, diferentes círculos culturais certamente promoveram diferentes visões sobre o caráter de Quéops e seus feitos históricos. As narrações de Diodoro, por exemplo, são creditadas com mais confiança do que as de Heródoto, porque Diodoro obviamente colecionou os contos com muito mais ceticismo. O fato de Diodoro creditar a pirâmide de Gizé aos reis gregos pode ser fundamentado em lendas de sua vida e que as pirâmides foram comprovadamente reutilizadas em períodos posteriores por reis e nobres gregos e romanos.
Egiptólogos e historiadores modernos também pedem cautela quanto à credibilidade das histórias árabes. Eles ressaltam que os árabes medievais eram guiados pela estrita crença islâmica de que só existe um deus e, portanto, nenhum outro deus podia ser mencionado. Como consequência, eles transferiram reis e deuses egípcios para profetas e reis bíblicos. O deus egípcio Tote, chamado Hermes pelos gregos, por exemplo, recebeu o nome do profeta Enoque. O rei Quéops, como já mencionado, foi chamado de "Sauride", "Saluque" e/ou "Sarjaque", e muitas vezes substituído em outras histórias por um profeta chamado Šaddād bīn 'Âd. Além disso, os estudiosos apontam para várias contradições que podem ser encontradas no livro de Almacrizi. Por exemplo, diz-se que os coptas negaram qualquer intrusão dos amalequitas no Egito e as pirâmides foram erguidas como o túmulo de Šaddād bīn 'Âd. Mas alguns capítulos depois, Almacrizi afirma que os coptas chamam Sauride de o construtor das pirâmides.

## Quéops na cultura popular
Por causa de sua fama, Quéops é objeto de várias referências modernas, semelhantes a reis e rainhas como Aquenáton, Nefertiti e Tutancâmon. Sua figura histórica aparece em filmes, romances e documentários. Em 1827, Jane C. Loudon escreveu o romance The Mummy! A Tale of the 22nd Century. A história descreve os cidadãos do século XXII, que se tornaram altamente avançados tecnologicamente, mas totalmente imorais. Apenas a múmia de Quéops pode salvá-los. Em 1939, Naguib Mahfouz escreveu o romance Khufu's Wisdom, que é baseado nas histórias de Papiro Westcar. Em 1997, o autor francês Guy Rachet publicou a série de romances Le roman des pyramides, incluindo cinco volumes, dos quais os dois primeiros (Le temple soleil e Rêve de pierre) usam Quéops e seu túmulo como tema. Em 2004, o espiritualista Page Bryant publicou o romance The Second Coming of the Star Gods, que trata da alegada origem celestial de Quéops. O romance The Legend of the Vampire Khufu, publicado por Raymond Mayotte em 2010, trata do despertar do rei Quéops em sua pirâmide como um vampiro.
Filmes que tratam de Quéops, ou têm a Grande Pirâmide como sujeito, incluem a Terra dos Faraós de Howard Hawks de 1955, um relato fictício da construção da Grande Pirâmide de Quéops, e o Stargate de Roland Emmerich a partir de 1994, em que um dispositivo extraterrestre é encontrado perto das pirâmides.
Quéops e sua pirâmide são objetos de teorias pseudocientíficas que afirmam que a pirâmide de Quéops foi construída com a ajuda de extraterrestres e que Quéops simplesmente apreendeu e reutilizou o monumento, ignorando evidências arqueológicas ou até mesmo falsificando-o.
Um asteróide próximo à Terra leva o nome de Quéops: 3362 Khufu.

Quéops e sua pirâmide são referenciados em vários jogos de computador, como Tomb Raider: The Last Revelation, em que o jogador deve entrar na pirâmide de Quéops e enfrentar o deus Seti como o chefe final. Outro exemplo é Duck Tales 2 para Game Boy; o jogador aqui deve guiar o tio Scrooge através da pirâmide de Quéops carregada com uma armadilha. No clássico jogo de RPG de ação Titan Quest, o Planalto de Gizé é uma grande região desértica do Egito, onde a Tumba de Quéops e a Grande Esfinge podem ser encontradas. Ele também foi mencionado em Assassin's Creed Origins, sobre onde o jogador deve encontrar seu túmulo.